# Okres Debrecín
Okres Debrecín (maďarsky Debreceni járás) se nachází v Maďarsku v župě Hajdú-Bihar. Jeho správním centrem je město Debrecín (Debrecen).

## Sídla
V okrese se nachází dvě města:
- Debrecín (Debrecen)
- Hajdúsámson